# Motorola Milestone
El Motorola Milestone es la versión GSM del terminal conocido en los Estados Unidos como Motorola Droid, comercializado en forma exclusiva por la empresa Verizon Wireless. Fue previamente nombrado como Sholes y Tao, y fue distribuido en los Estados Unidos.

## Campaña
La campaña publicitaria de Verizon comenzó con un anuncio de televisión el 17 de octubre de 2009 que hacía referencia a varias características no disponibles en el iPhone en ese momento, dando pistas sobre las capacidades del dispositivo nuevo. La campaña incluye exenciones de responsabilidad en el sentido de que el nombre "Droid" se utiliza bajo licencia de Lucasfilm, que previamente había registrado el término como resultado de su uso en la franquicia Star Wars.
La publicidad del Droid llega menos de un mes después de que Verizon y Google anunciaran que habían llegado a un acuerdo para desarrollar conjuntamente los dispositivos inalámbricos basados en la plataforma móvil Android. Verizon dijo que para finales del 2010 tenía previsto colocar en el mercado dos teléfonos Android.

## Sistema operativo
El Motorola Milestone inicialmente viene con la versión 2.0 de Android. En marzo de 2010 fue lanzada la versión 2.1 de Android para el dispositivo. En agosto de 2010 Motorola anunció que Android 2.2 (Froyo) estaría listo para el Motorola Milestone a finales de 2010. Desde marzo de 2011 está disponible Android 2.2 para los teléfonos libres. Para Latinoamérica Motorola inicialmente había anunciado que no actualizaría el sistema operativo a la versión 2.2, pero luego anunciaron que Froyo estaría disponible para el primer trimestre de 2011. Además del software oficial, también se hallaban disponibles las distribuciones de Android MIUI y CyanogenMod.